# Inmaculada con dos figuras alegóricas (Zurbarán)
Inmaculada con dos figuras alegóricas es el tema de un cuadro de Francisco de Zurbarán, realizado ca.1658, que consta con el número 253 en el catálogo razonado y crítico, realizado por la historiadora del arte Odile Delenda, especializada en este artista.

## Introducción
En 1661 el papa Alejandro VII dictó la Constitución apostólica Sollicitudo omnium ecclesiarum, por la que aprobaba la doctrina de la Inmaculada Concepción, prohibía los escritos contrarios a ella y autorizaba su culto. Ello fue recibido en España —especialmente en Sevilla— con gran alegría, tras años de obligado silencio, si bien no se trataba todavía de la definición dogmática, que no tuvo lugar hasta el 8 de diciembre de 1854. Dicha aprobación por parte de Alejandro VII llegó después de años en los que, para evitar disputas entre órdenes religiosas —franciscanos, favorables a la Inmaculada; dominicos, contrarios— había estado prohibido emplear la expresión Inmaculada Concepción de María. La constitución de 1661 levantaba dicha prohibición y aprobaba su culto.

## Descripción de la obra
Datos técnicos y registrales
- Dublín, Galería Nacional de Irlanda (Inv. número 273)
- Pintura al óleo sobre lienzo 166 x 108,5 cm; fecha de realización: ca.1658;
- Catalogado por O. Delenda con el número 253;
- Limpiado y restaurado en 1981;
- Restos de la firma en una cartela, en el ángulo inferior izquierdo.[3]

### Análisis de la obra
Benito Navarrete Prieto ha apuntado la posible influencia en esta obra de un grabado de Juan de Jáuregui para el libro Vestigatio Arcani Sensu in Apocalypsis (1614), obra de Luis del Alcázar.
La figura de María en este lienzo es muy parecida a la de la Inmaculada Concepción de 1658, pero el resto de la composición es muy diferente. La Virgen es representada como una adolescente de largos cabellos morenos. Sus manos se cruzan sobre el pecho y dirige su mirada ligeramente hacia el cielo. Viste una larguísima túnica blanca de amplias mangas, cubierta con un gran manto azul que ondula en el aire, atado en la base del cuello con un lindo lazo rosa. Su bellísimo rostro destaca sobre un nimbo azulado, con las estrellas de su corona y una multitud de cabezas de angelitos dorados que forman otro nimbo mayor. Entre las nubes, aparecen difuminados varios rostros de ángeles. La túnica reposa en una peana de cabecitas de ángeles, sobre la esfera de la luna. El borde inferior izquierdo del manto cubre los ojos de una figura alegórica, tal vez una representación de la Fe. En el lado derecho, otra media figura femenina que gesticula dirigiéndose al espectador, acaso representa la Esperanza. La primera quizás aluda a la ceguera de los contrarios a la aprobación del culto a la Inmaculada, mientras que la segunda es posible que se refiera a quienes lo anhelaban. Entre ambas figuras aparece un hermoso paisaje, con algunos símbolos de las letanías lauretanas correspondientes a la tierra.

## Procedencia
1. Venta Capitán Larkyns, 1872;
2. Colección William Graham; Londres,
3. Venta Christie’s 10 de abril de 1886, lote n° 408;
4. Comprado por 42 guineas para la National Gallery of Ireland.[3]